# Domus Flavia
A Domus Flavia vagy Flavius-palota hatalmas területű palota volt az ókori Rómában, a Palatinuson. I. sz. 81-ben kezdték építését s 300 éven keresztül szolgálta Róma császárait.
A Cryptoporticustól keleti irányban, Livia és Augustus házai között építtette fel Domitianus császár e lakóhelyét. Az építkezésekkel Rabiriust bízta meg az uralkodó, aki kiegyengette a Palatinust. Szükségesnek mutatkozott e munka, hiszen addig a domb nyugati fele, a Germalus már beépült terület volt, míg a keleti oldal túlontúl meredeknek bizonyult.  Rabirius feltöltette a két kiemelkedés közötti hasadékot, így sok épület, egykori lakóházat betemetett.
Alapfalai és romjai jó állapotban maradtak meg. Északi részén három nagy díszcsarnok állt. A középső, az Aula Regia trónteremként működött, 12 fekete bazaltoszlop ékesítette. A jobb oldali az ítélőcsarnok, illetve tanácskozó terem funkcióját töltötte be. Bal oldalon helyezkedett el a házitemplom, vagy Lararium. Itt kapott helyet a Lares szentélye, melyet a házi istenek részére biztosítottak.
A palota közepén 60 méter hosszúságú udvar helyezkedett el, az ún. prestilium, ahonnan a díszlakomák márványpadlós terme, a triclinium nyílt. A márványpadló azért kerülhetett a palotába, mert Domitianus rettegett a merényletektől, s a tükörfényes padlón láthatta, ha valaki mögötte lopakodik. (Végül a császárt hálószobájában gyilkolták meg.)
A tricliniumot kétfelől nimpheumok vették körbe dús növényzettel, alatta pedig egy Nero korabeli termet fedeztek fel a kutatók, melyben a trójai háborút ábrázoló falfreskókra bukkantak.
Déli irányban feküdhetett az akadémia és a bibliotéka, melyből azonban csupán az alapfalak maradtak fenn.
A Flavius-palota fontos tartozéka volt a középkor óta tévesen Stadiumnak, a korabeli Rómában hippodromusnak nevezett hatalmas, zárt belső kert is.